# Вікнина
Ві́книна — село в Гайворонській громаді Голованівського району Кіровоградської області України. Населення становить 931 осіб.

## Історія
У червні 1906 року місцеві селяни відмовилися працювати на поміщика, вимагаючи підвищення плати. За участь у цьому виступі шість чоловік було засуджено до тюремного ув'язнення. Восени відбулося ще два селянські заворушення. На початку березня 1918 року в селі встановлено Радянську владу і обрано Раду селянських депутатів. 1924 року у Вікнині організовано сільськогосподарське кооперативне товариство «Добробут».
Станом на 17.12.1926 р. у Вікнинській сільській раді (входила до складу Тернівського району Уманської округи) нараховувалося 661 господарство. Кількість населення — 2 597 осіб. За національним складом: 2 574 українців, 8 євреїв, 7 поляків, 3 росіян та 5 представників інших національностей.
На фронтах Другої світової війни воювали понад 300 жителів села, 162 з них загинули, 85 — відзначені нагородами, серед них орденом Леніна — С. Т. Праштика. У селі встановлено пам'ятник 27 полеглим воїнам-визволителям Вікнини та обеліск на честь загиблих односельців.
05.02.1965 Указом Президії Верховної Ради Української РСР передано Вікнинську сільраду Бершадського району Вінницької області до складу Гайворонського району Кіровоградської області.

## Населення
Згідно з переписом УРСР 1989 року чисельність наявного населення села становила 1000 осіб, з яких 439 чоловіків та 561 жінка.
За переписом населення України 2001 року в селі мешкало 926 осіб.

### Мова
Розподіл населення за рідною мовою за даними перепису 2001 року:
| Мова       | Відсоток |
| ---------- | -------- |
| українська | 98,17 %  |
| російська  | 1,72 %   |
| болгарська | 0,11 %   |

## Уродженці села
- Народний архітектор України, лауреат Шевченківської премії Штолько Валентин Григорович (1931-2020).
- Письменник-байкар Годованець Микита Павлович (1893-1974).
- Зоолог і еколог Сокур Іван Тарасович (1908-1994).